# Jitsu wa Watashi wa
Jitsu wa Watashi wa (jap. 実は私は, dt. „In Wirklichkeit bin ich …“), mit dem englischen Nebentitel I am …, war ein zwischen 2013 und 2017 erschienener japanischer Comedy-Manga von Eiji Masuda. 2015 erhielt er eine Adaption als Anime-Serie.

## Handlung
Asahi Kuromine ist ein normaler Schüler, der jedoch das Problem hat für alle wie ein offenes Buch zu sein und demnach keine Geheimnisse für sich behalten kann. Eines Nachmittags sieht er wie seine Mitschülerin Yōko Shiragami ihre Flügel ausbreitet und erfährt, dass diese ein Vampir ist. Da ihr Wunsch eine Menschen-Schule besuchen zu können, von ihrem Vater nur mit der Auflage gestattet wurde, dass sie dies nur darf solange ihre wahre Natur nicht erkannt wird, fasst Asahi, der Yōko liebt, den Entschluss dies vor Anderen verheimlichen. Neben seinem Problem wird dies erschwert durch Yōko selbst, die recht nachlässig ist, sowie seine Kindheitsfreundin und Mitglied der Schülerzeitung Mikan Akemi, die stets auf der Suche ist anderer Leute Geheimnisse zu enthüllen. Im weiteren Verlauf entdeckt er, dass an seiner Schule noch viele weitere Mädchen mit gleichartigen Geheimnissen sind, darunter eine Außerirdische, ein geschlechtswechselnder „Werwolf“ und eine Dämonin als Direktorin, die ebenfalls durch ihr Verhalten nicht dazu beitragen Yōkos Geheimnis unter Verschluss zu halten.

## Figuren
Asahi Kuromine (黒峰 朝陽, Kuromine Asahi)
Sprecher: Natsuki Hanae
Asahi ist der Protagonist des Werks. Sein Problem ist, dass er für andere wie ein offenes Buch ist, weswegen sein Spitzname an der Schule Anazaru (アナザル, dt. etwa: „löchriger Korb“) ist. Nachdem er entdeckt, dass er von diversen fantastischen Wesen umgeben ist, gerät er von einer absurden Situation in die andere. Er ist in seine Klassenkameradin Yōko Shiragami verliebt entschließt sich aber ihr dies vorerst nicht zu gestehen, damit sie nicht fälschlich den Eindruck bekommt der Preis zur Bewahrung ihres Geheimnis wäre, dass sie seine Freundin wird.
Yōko Shiragami (白神 葉子, Shiragami Yōko)
Sprecher: Yū Serizawa
Yōko ist ein Halbvampir und besucht Asahis Schule weil sich dort ihre beiden Eltern kennengelernt haben. In der Schule hat sie den Ruf der mysteriösen Schülerin, da sie kaum mit anderen interagiert und nur knapp aber sehr formell redet. Einerseits ist dies nur Tarnung, um zu verhindern, dass man beim Sprechen ihre langen Vampirzähne sieht, da sie tatsächlich recht leut- und redselig mit einem breiten Kansai-Dialekt ist. Durch den Kontakt mit Asahi wird sie auch Anderen gegenüber offener, verdeckt beim Reden jedoch meist ihren Mund mit der Hand. Anderseits sieht sie sich selbst als coole Schönheit, obwohl sie temperamentvoll ist, sowie leicht beeindruck- und lesbar. Sie bekommt Asahis Gefühle für ihn nicht mit und denkt er liebt Nagisa. Als Halbvampir teilt sie nur bedingt die Schwächen vom Vampiren: so meidet sie zwar die Sonne, aber nur weil sie durch die UV-Strahlung binnen kurzer Zeit stark bräunt, bis Asahi ihr vorschlägt einfach Sonnencreme zu verwenden; das Kreuz findet sie lediglich irritierend und Knoblauch reizt nur ihre Augen.
Mikan Akemi (朱美 みかん, Akemi Mikan)
Sprecher: Reina Ueda
Mikan Akemi ist Asahis Kindheitsfreundin und arbeitet bei der Schülerzeitung, die sie in ein Skandalblatt umfunktioniert hat. Sie liebt es andere zu ärgern und vor allem deren Geheimnisse publik zu machen, weswegen sie den Spitznamen Gedō Queen (外道クイーン, Gedō Kuīn, dt. etwa: „Königin der Teufel in Menschengestalt“), den sie als äußerst schmeichelnd empfindet. Ihre fast schon zwanghafte Angewohnheit allgemein immer das Gegenteil zu machen von dem was jemand will, lässt sich jedoch auch gegen sie verwenden. Tatsächlich ist die Kultivierung ihres schlechten Rufs teils nur Charade. Einerseits rettete sie mit ihrem Schmierenjournalismus die Schülerzeitung vor dem Aus, ist durchaus darauf bedacht von Abgebildeten die notwendigen Freigaben zu bekommen und verwendet stets nur komplett gefälschte Fotos die so gering wie möglich die Persönlichkeitsrechte verletzen. Anderseits ist sehr umgänglich wenn sie nicht ihre Spielzeugbrille trägt, die sie als Kind von Asahi bekommen hat und ein Teil ihres Verhaltens rührt von der Tatsache, dass sie Asahi mag und ihn zu belästigen als beste Art sieht in seiner Nähe zu sein. Später werden ihre Brillen auf Grund dieser Gefühle zu einem Tsukumogami, der sich als Glücksgott-Lehrling bezeichnet, und dazu tendiert ihre Geheimnisse auszuplaudern.
Nagisa Aizawa (藍澤 渚, Aizawa Nagisa)
Sprecher: Inori Minase
Nagisa ist die Klassensprecherin von Asahi und Yōko. Auffälligstes Merkmal ist ein großes Haarornament in Form einer Schraube. In Wirklichkeit ist die echte Nagisa eine etwa 10 cm große Außerirdische und der Körper ein Roboter, den sie von innerhalb des als Schraube getarnten Kommandomoduls steuert und den sie regelmäßig an der Steckdose aufladen muss. Wegen ihres ernsten und unflexiblen Charakters hat sie den Spitznamen Iron Lady (アイアンレディ, Aian Redi), wenngleich sie oft in peinlichen Situationen ihre Fassung verliert und überstürzt ihr Kommandomodul verlässt. Als Soldatin verwendet sie zudem oft militärische Begriffe und betrachtet selbst banale Angelegenheiten aus militärischer Perspektive. Nagisa war das erste Mädchen in das sich Asahi verliebte, wobei sie ihn abwies um ihre Mission nicht zu gefährden, verliebt sich später in ihn, hält sich aber zurück, da sie weis, dass er wiederum Yōko liebt.
Shiho Shishido (紫々戸 獅穂, Shishido Shiho)/Shirō Shishido (紫々戸 獅狼, Shishido Shirō)
Sprecher: Aya Uchida
Shiho ist Yōkos Kindheitsfreundin und ein Halb-Werwolf, wobei sie sich beim Anblick des Vollmondes – oder Fotos davon –  in einen Jungen namens Shirō verwandelt und umgekehrt. Shiho besitzt einen sehr weiblichen Körper, ist neckisch, anzüglich und pervers, also sexuell ein Raubtier und kommt nach ihrer Mutter die als „charismatische Perverse“ (カリスマ痴女, karisuma chijo) beschrieben wird. Shirō dahingegen sieht wild aus mit scharfen raubtierartigen Zähnen, besitzt aber eine ernste Persönlichkeit. Shiho bekommt als dominante Persönlichkeit alles mit wenn Shirō die Kontrolle innehat, aber nicht umgekehrt. Shirō wurde von Yōkos Vater beauftragt zu schauen, ob Yōko sich an ihre Abmachung hält und wenn nötig zurückzuholen, während Shiho sich nicht daran gebunden fühlt.
Akane Kōmoto (紅本 茜, Kōmoto Akane)
Sprecher: Mao
Akane ist die Schuldirektorin und ein nach eigener Aussage 1000 Jahre alter Dämon, besitzt aber den Körper eines kleinen Mädchens. Sie liegt oft im Clinch mit Yōko die ihr nicht abnimmt eine Erwachsene zu sein und es ist Akanes Position auch nicht sehr zuträglich ein kindisches Verhalten und eine große Schwäche für Süßigkeiten an den Tag zu legen. Akane kann Asteroiden kontrollieren, sich vervielfältigen und in andere Personen verwandeln, wobei dabei stets ihre markanten Hörner sichtbar bleiben, und nutzt diese Fähigkeiten um allerlei Schabernack zu treiben.
Asahis und Yōkos Klassenlehrerin Akari Kōmoto (紅本 明里, Kōmoto Akari) ist ihre Ururenkelin und die einzige vor der Akane Angst hat, was sie jedoch nicht davon abhält Akari beständig üble Scherze zu spielen. Akane war zudem früher die Klassenlehrerin von Yōkos Eltern.
Rin Kiryūin (黄龍院 凜, Kiryūin Rin)
Rin ist eine Mitschülerin, tatsächlich jedoch Asahis Enkelin aus einer „dystopischen“ Zukunft 50 Jahre später, in der eine als „charismatische Perverse II.“ (カリスマ痴女Ⅱ世, karisuma chijo nisei) genannte Person, einen Großteil der Männer unterwürfig und die Frauen zu Perversen gemacht hat. Sie ist in die Vergangenheit gereist, um dies zu verhindern, und daher mit einem Schwert bewaffnet, mit dem sie augenblicklich aufreizende Kleidung zuknöpfen kann. Auch Rin ist eher schlecht darin ihre Herkunft zu verbergen und behandelt den jungen Asahi wie einen alten Mann.
Karen Shirogane (銀 華恋, Shirogane Karen)
Karen ging mit Yōkos Eltern in dieselbe Klasse und war ein Engel bis Akane ihren Heiligenschein entwendete und sie damit zu einem gefallenen Engel wurde. Akane bot ihr an als Schülerin an der Schule zu bleiben, um nach diesem zu suchen, so dass sie seit nun mehr 20 Jahren die Vorsitzende da Schülerrats ist, wobei Akane dämonischerweise den Heiligenschein in Karens Zimmer als Leuchtstoffring ihrer Lampe „versteckte“. Da sie die Vorstellung hat, dass ein gefallener Engel wie ein Dämon ist, versucht sie oft dementsprechend zu handeln. Allerdings kommt ihr dabei ihr herzensgutes Wesen in die Quere, da sie einfach nicht anders kann als Anderen zu helfen. Wie Yōko neigt sie dazu bei Überraschung ihre Flügel zu zeigen, wobei lose Federn die in Kontakt mit jemandem kommen dessen Persönlichkeit gemäß einer der sieben Todsünden ändern.

## Veröffentlichung
Der Manga von Eiji Masuda erscheint zwischen dem 6. August 2013 (Ausgabe 9/2013) und dem 16. Februar 2017 (Ausgabe 12/2017) in Einzelkapiteln, deren Titel je auf shiyou („Lasst uns …“) enden, im Manga-Magazin Shōnen Champion des Verlags Akita Shoten. Die Kapitel wurden auch in 22 Sammelbänden (Tankōbon) zusammengefasst:
1. ISBN 978-4-253-22168-9, 7. Juni 2013
2. ISBN 978-4-253-22169-6, 8. August 2013
3. ISBN 978-4-253-22170-2, 8. Oktober 2013
4. ISBN 978-4-253-22171-9, 6. Dezember 2013
5. ISBN 978-4-253-22172-6, 7. Februar 2014
6. ISBN 978-4-253-22173-3, 8. Mai 2014
7. ISBN 978-4-253-22174-0, 8. Juli 2014
8. ISBN 978-4-253-22175-7, 8. September 2014
9. ISBN 978-4-253-22176-4, 8. Dezember 2014
10. ISBN 978-4-253-22177-1, 6. Februar 2015
11. ISBN 978-4-253-22521-2, 8. April 2015
12. ISBN 978-4-253-22522-9, 8. Juli 2015
13. ISBN 978-4-253-22523-6, 8. September 2015
14. ISBN 978-4-253-22524-3, 6. November 2015
15. ISBN 978-4-253-22525-0, 8. Januar 2016
16. ISBN 978-4-253-22526-7, 8. April 2016
17. ISBN 978-4-253-22527-4, 8. Juni 2016
18. ISBN 978-4-253-22528-1, 8. August 2016
19. ISBN 978-4-253-22529-8, 7. Oktober 2016
20. ISBN 978-4-253-22530-4, 8. Dezember 2016
21. ISBN 978-4-253-22525-0, 8. Februar 2017
22. ISBN 978-4-253-22802-2, 8. März 2017

In den USA wurde der Manga von Seven Seas Entertainment lizenziert, die seit dem 12. Januar 2016 unter dem Titel My Monster Secret: Actually, I Am... verlegen, wobei der erste Band in der Top 10 der The New York Times Best Seller List debütierte.

## Anime
Im Januar 2015 wurde die Adaption des Mangas als Anime-Serie bekanntgegeben. Diese wird vom Studio TMS Entertainment unter der Regie von Yasutaka Yamamoto animiert, während das Character Design von Hirotaka Marufuji angepasst wurde. Die 13 Folgen wurden vom 7. Juli bis 29. August 2015 nach Mitternacht (und damit am vorigen Fernsehtag) auf TV Tokyo und TV Ōsaka erstausgestrahlt, sowie mit bis zu drei Tagen Verzögerung auch auf TVQ Kyūshū, TV Hokkaidō, TV Aichi, TV Setouchi und AT-X.
Crunchyroll streamt die Serie als Actually, I Am mit englischen Untertiteln als Simulcast in Nord- und Südamerika, Südafrika, Australien und Neuseeland.
Die Serienmusik stammt von Akito Matsuda. Der Vorspanntitel Himitsu o Chōdai (ひみつをちょーだい) stammt von der Band Arsmagna und der Abspanntitel Ienai Ienai (言えない 言えない) von der Pop-Hiphop-Gruppe Hilcrhyme.